# 錢中選
錢中選（1572年—1613年），字元英，號玉虬，浙江湖州府長興縣人，明朝政治人物。

## 生平
隆庆壬申（1572年）六月十九日生，治诗经。錢中選幼年跟隨父親錢良貴交遊，在萬曆二十二年（1594年）中甲午科浙江鄉試第八十二名舉人，次年（1595年）聯捷乙未科會試第二百四十七名！廷試三甲第二百十二名進士，都察院觀政，二十五年獲授南直隶歙縣知縣，拒絕收受餽贈，並上陳當地礦稅利弊，令朝廷撤去。二十八年（1600年）他負責應天鄉試，取錄不少名士，不久因父母去世歸鄉；服喪結束後補任浮梁知縣，在城中建立糧倉，又在公餘時間在書院講學；很快于萬曆三十六年擢官刑部主事，三十八年奉命到福建恤刑，平反多件案件。四十年升员外郎、郎中，四十一年朝廷任命他為臨江知府，未上任，在北京去世，門生為他扶靈，打開其行李，發現只有數卷圖書。

## 家族
曾祖钱淳。祖父钱苗。父钱良贵。母邵氏。具庆下。娶李氏。子芝生、蘭生。

## 引用
1. 1 2  同治《長興縣志·卷二十三上·人物》：錢中選，字元英，號玉虬，萬厯二十三年進士。父良貴，慷慨喜讀書，破產折節，交游多吳中名宿。中選幼而濡染，登進士授歙縣。歙故羶地，中選屏絕問遺，值礦璫肆螫，抗疏指陳利弊，奉旨撤免。庚子分校南闈，拔取雋才；丁艱補浮梁，邑故無倉儲，為創建於會城，立講院公餘課藝。擢刑部員外郎，奉敕欽恤入閩，平反甚眾；除臨江守，卒於京，門生扶櫬都門，發其篋，圖書數卷而已。 張志
2. ↑  《萬曆二十三年乙未科進士履歷》
3. ↑  同治《長興縣志·卷二十·選舉》：萬厯…… 二十二年甲午科。 …… 錢中選 進士。
4. ↑  《萬曆乙未科進士同年序齿録》